# Børns
 (septembre 2018).
Si vous disposez d'ouvrages ou d'articles de référence ou si vous connaissez des sites web de qualité traitant du thème abordé ici, merci de compléter l'article en donnant les références utiles à sa vérifiabilité et en les liant à la section « Notes et références ».
Garrett Clark Borns, mieux connu sous le nom de scène Børns, stylisé BØRNS est un chanteur américain de Grand Haven, Michigan né le 7 janvier 1992.

## Discographie
Reprises
- Sunday Morning avec Petite Meller tiré de Sunday Morning de Velvet Underground